# Conrado Jacó de Niemeyer

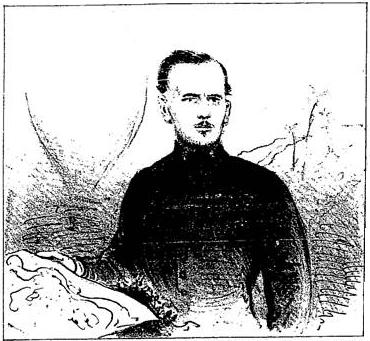
Capitão Conrado Niemeyer, membro da comissão de engenheiros do 2º corpo de exército.

Conrado Jacó de Niemeyer ComA (Rio de Janeiro, 21 de abril de 1831 — Rio de Janeiro, 14 de fevereiro de 1905) foi militar, engenheiro e político brasileiro.
Filho do teuto-português Conrado Jacó de Niemeyer, coronel de engenheiros, e de Olímpia Estelita de Aguiar Giffenig. Primo de Pedro de Alcântara Bellegarde. Casou-se, em 25 de setembro de 1858, em Rio Grande, com Maria Luísa Mena Barreto, filha do capitão Luís Francisco Mena Barreto e de Maria Angélica Ferreira de Sousa, e neta paterna do Visconde de São Gabriel, com quem teve treze filhos.
Oscar Niemeyer, arquiteto de renome internacional, era seu primo de 4º grau.
Foi presidente da província do Amazonas, de 23 de março de 1887 a 10 de janeiro de 1888.

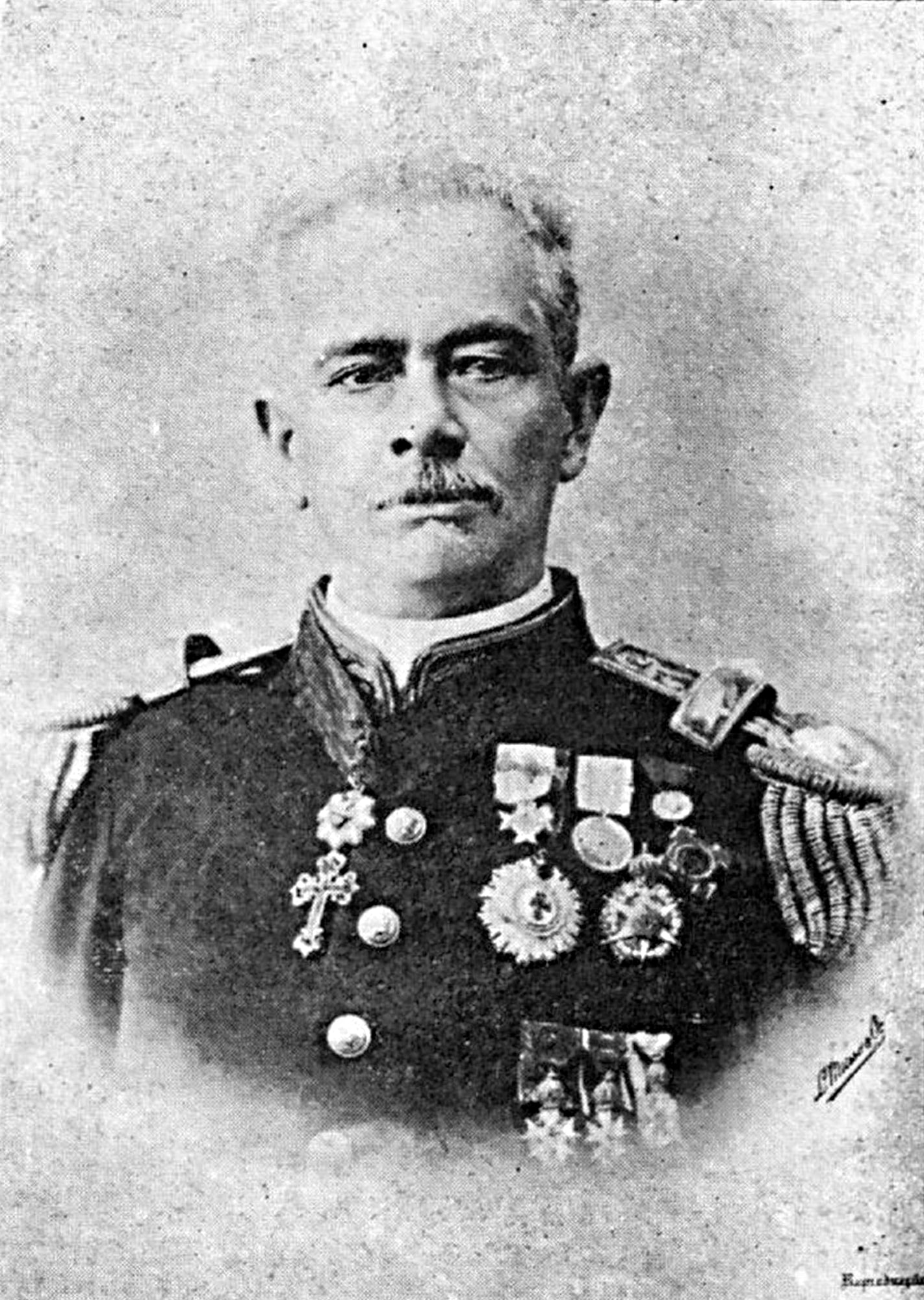
Marechal Conrado Jacob de Niemeyer Filho.